# Codonopsis grey-wilsonii
Codonopsis grey-wilsonii är en klockväxtart som beskrevs av Julian Mark Hugh Shaw. Codonopsis grey-wilsonii ingår i släktet Codonopsis, och familjen klockväxter. Inga underarter finns listade i Catalogue of Life.

## Bildgalleri

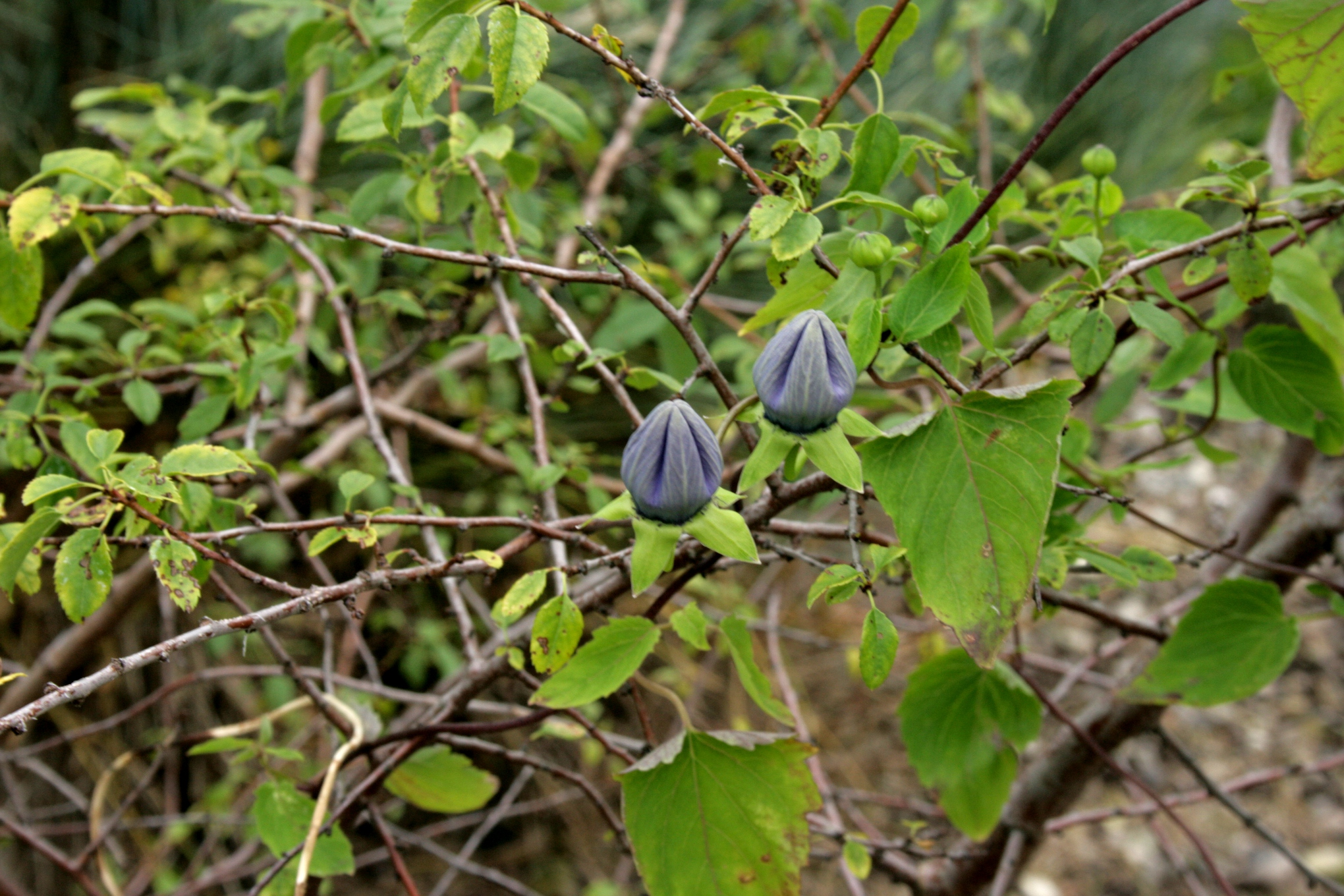
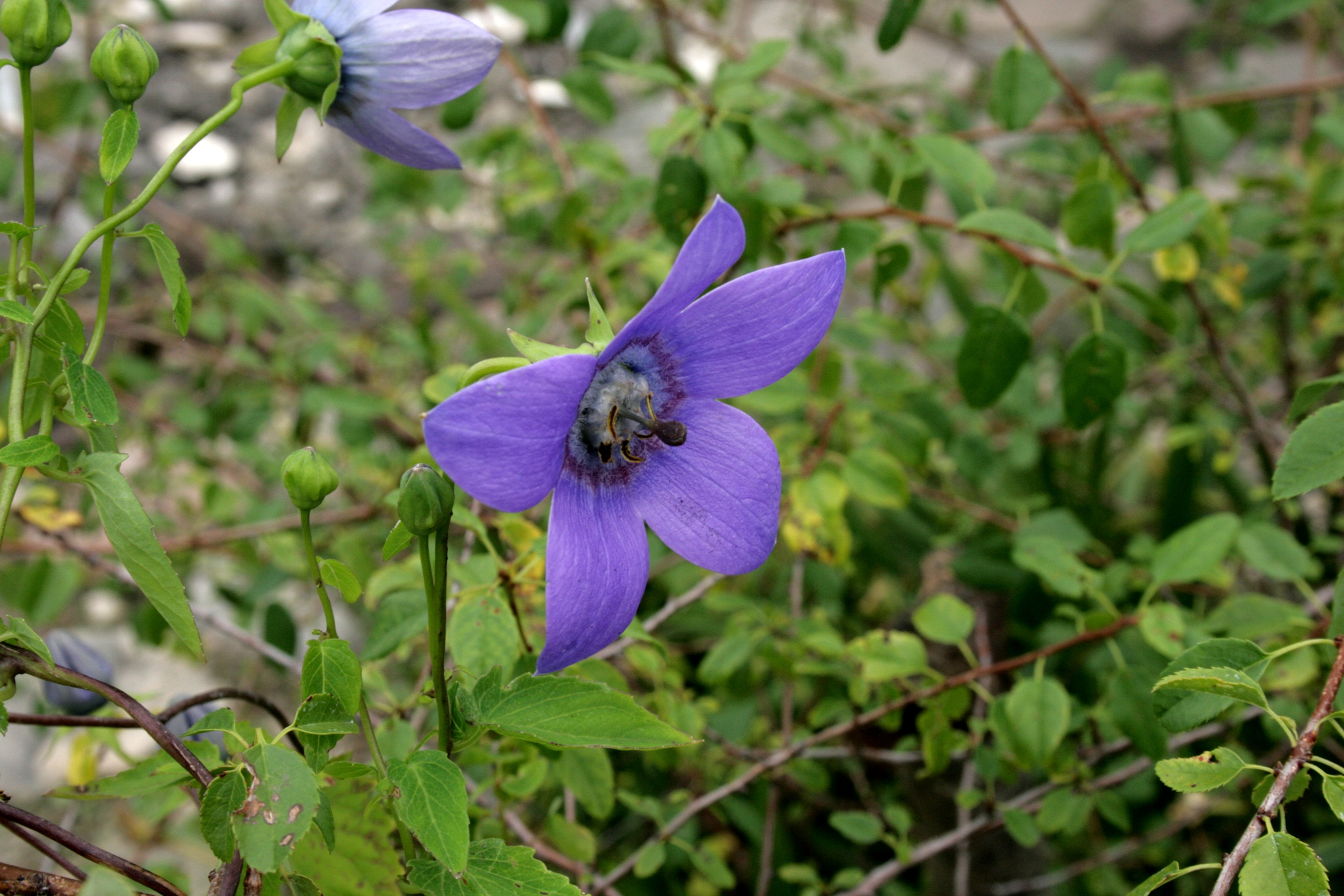